# Grigórievka (Primórie)
|  | Per a altres significats, vegeu «Grigórievka». |

Grigórievka (en rus: Григорьевка) és un poble del krai de Primórie, a l'Extrem Orient de Rússia, que en el cens del 2010 tenia 729 habitants.